# Don't Wanna Fall In Love
Don't wanna fall in love är en sång inspelad av den amerikanska Pop-trion Jane Child för deras tredje studioalbum Jane Child (1989). Midtempo spåret gavs ut som skivans ledande singel och blev gruppens tredje listetta och åttonde topp-tio singel på USA:s singellista Billboard Hot 100. Singeln anses som gruppens signaturlåt tack vare dess framgångar internationellt. I USA, Storbritannien och Nya Zeeland certifierades platina och var den näst största singeln under 1990 enligt Billboards Year End Charts.